# Sykeston
Sykeston è un centro abitato (city) degli Stati Uniti d'America, situato nella Contea di Wells, nello Stato del Dakota del Nord. Nel censimento del 2000 la popolazione era di 153 abitanti. La città è stata fondata nel 1883.

## Geografia fisica
Secondo i rilevamenti dell'United States Census Bureau, la località di Sykeston si estende su una superficie di 1,00 km², tutti occupati da terre.

## Popolazione
Secondo il censimento del 2000, a Sykeston vivevano 153 persone, ed erano presenti 40 gruppi familiari. La densità di popolazione era di 157 ab./km². Nel territorio comunale si trovavano 95 unità edificate. Per quanto riguarda la composizione etnica degli abitanti, il 99,35% era bianco e lo 0,65% apparteneva a due o più razze.
Per quanto riguarda la suddivisione della popolazione in fasce d'età, il 24,8% era al di sotto dei 18, il 2,6% fra i 18 e i 24, il 22,2% fra i 25 e i 44, il 23,5% fra i 45 e i 64, mentre infine il 26,8% era al di sopra dei 65 anni di età. L'età media della popolazione era di 46 anni. Per ogni 100 donne residenti vivevano 109,6 maschi.